# Georg Koch (Maler, 1857)

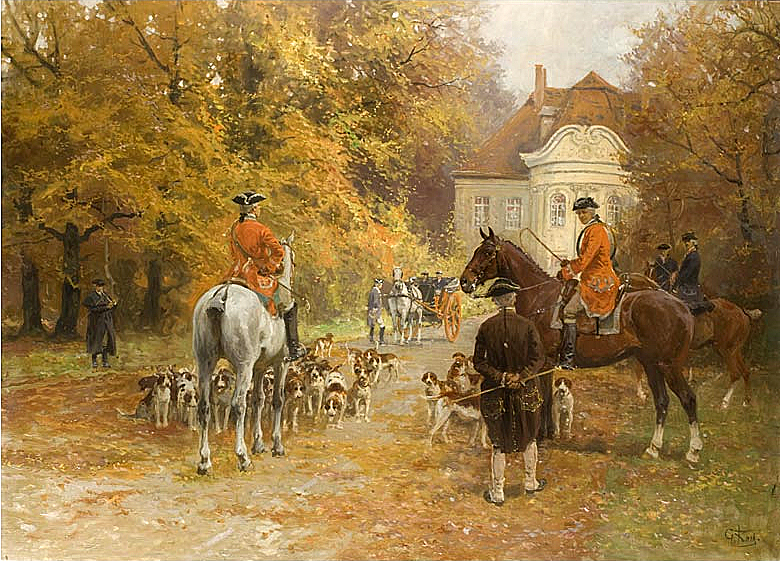
Ausritt zur Parforce-Jagd

Georg Carl Koch (auch Georg Karl Koch, * 27. Februar 1857 in Berlin; † 3. November 1927 ebenda) war ein deutscher Maler, Illustrator und Lithograph.
Koch wurde als Sohn des Malers Carl Koch geboren, der ihm auch ersten Unterricht erteilte.
Koch studierte an der Königlichen Akademie der bildenden Künste zu Berlin bei Carl Steffeck, Paul Friedrich Meyerheim und Karl Gussow.
Georg Koch debütierte 1874 auf der Berliner Akademie-Ausstellung mit dem Werk „Waldpartie mit Rehen“. Nach dem Studium schuf er einige Stadtpanoramen und Dioramen von Berlin, Leipzig, Dresden und auch Städteansichten in Amerika. Bald machte er sich in Berlin einen Namen als Tier- und insbesondere Pferdemaler. Auch als Schlachtenmaler trat er in Erscheinung, wo er meist Reitergefechte darstellte. Er beschäftigte sich auch mit Lithographie und Holzschnitt.
Von 1896 bis 1927 war Koch Mitglied der Preußischen Akademie der Künste in Berlin (Sektion für die Bildenden Künste). 1899 wurde er zum Professor an der Berliner Kunstakademie berufen. Er zeigte seine Werke regelmäßig auf Ausstellungen in Berlin, Dresden, München, Düsseldorf, Paris und Wien. 1914 übernahm er als Nachfolger von Paul Friedrich Meyerheim den Lehrstuhl für Tiermalerei an der Hochschule der Bildenden Künste in Berlin-Charlottenburg.